# Michel Peissel

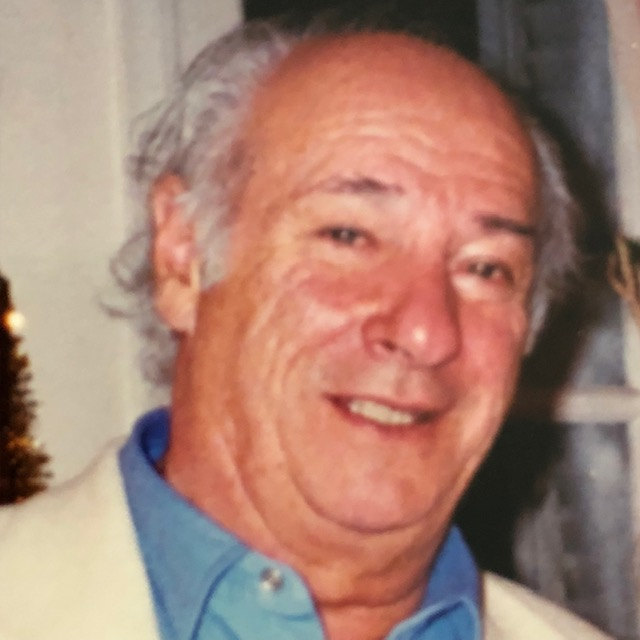
Michel Peissel (2010)

Michel Peissel (eigentlich: Michel Georges François Peissel; * 11. Februar 1937 in Paris; † 7. Oktober 2011 ebenda) war ein französischer Ethnologe.

## Jugend und erste Forschungsreisen
Im Alter von 18 Jahren las er die Arbeiten von Fosco Maraini, vor allem das 1951 erschienene „Segreto Tibet“ über Tibet. Die Geheimnisse der Kultur Tibets interessierten ihn fortan und er erwarb ein tibetanisches Sprachbuch. Er studierte anschließend unter anderem in Oxford in England und Harvard in den USA. Er erhielt einen Doktortitel in Frankreich an der Sorbonne.
Mit 21 Jahren entdeckte er bei Studienreisen in Mexiko die Ruinen von 14 Maya-Siedlungen und er erkannte, dass auch im 20. Jahrhundert noch komplett unbekannte Kulturstätten existieren. Dies veranlasste ihn, Entdecker zu werden. Sein Interesse an der tibetanischen Kultur führte ihn bald in den Himalaya. Von seinen über 20 Expeditionen nach Tibet (er sprach fließend Tibetisch) verfasste er mehrere (Reise-)Bücher und veröffentlichte mehr als 250 Artikel in über 22 Ländern.
Michel Peissel verstarb am 7. Oktober 2011 im Alter von 74 Jahren.

## Werke
- Die Chinesen sind da. Der Freiheitskampf der Khambas. 1973, ISBN 3-552-02532-4.
- Expedition Kali Gandaki. Mit dem Luftkissenboot durch den Himalaya. 1974, ISBN 3-552-02627-4.
- Das verbotene Königreich im Himalaya. 1982, ISBN 3-596-23501-4.
- Zu Fuß durchs Mittelalter. Wunderland Bhutan. 2001, ISBN 3-89405-128-0.
- Land ohne Horizont. Reisen in das unentdeckte Tibet. 2005, ISBN 3-492-24411-4.